# The Rolling Stones American Tour 1972
L'American Tour 1972 è stata una tournée del gruppo rock britannico The Rolling Stones svoltasi nell'estate 1972 negli Stati Uniti d'America e in Canada. Essendo la prima volta che gli Stones tornavano ad esibirsi in America dopo i fatti del concerto di Altamont del dicembre 1969, il critico Dave Marsh avrebbe in seguito scritto che il tour "è parte integrante della leggenda del rock and roll" e uno dei "punti di riferimento di un'epoca".

## Storia

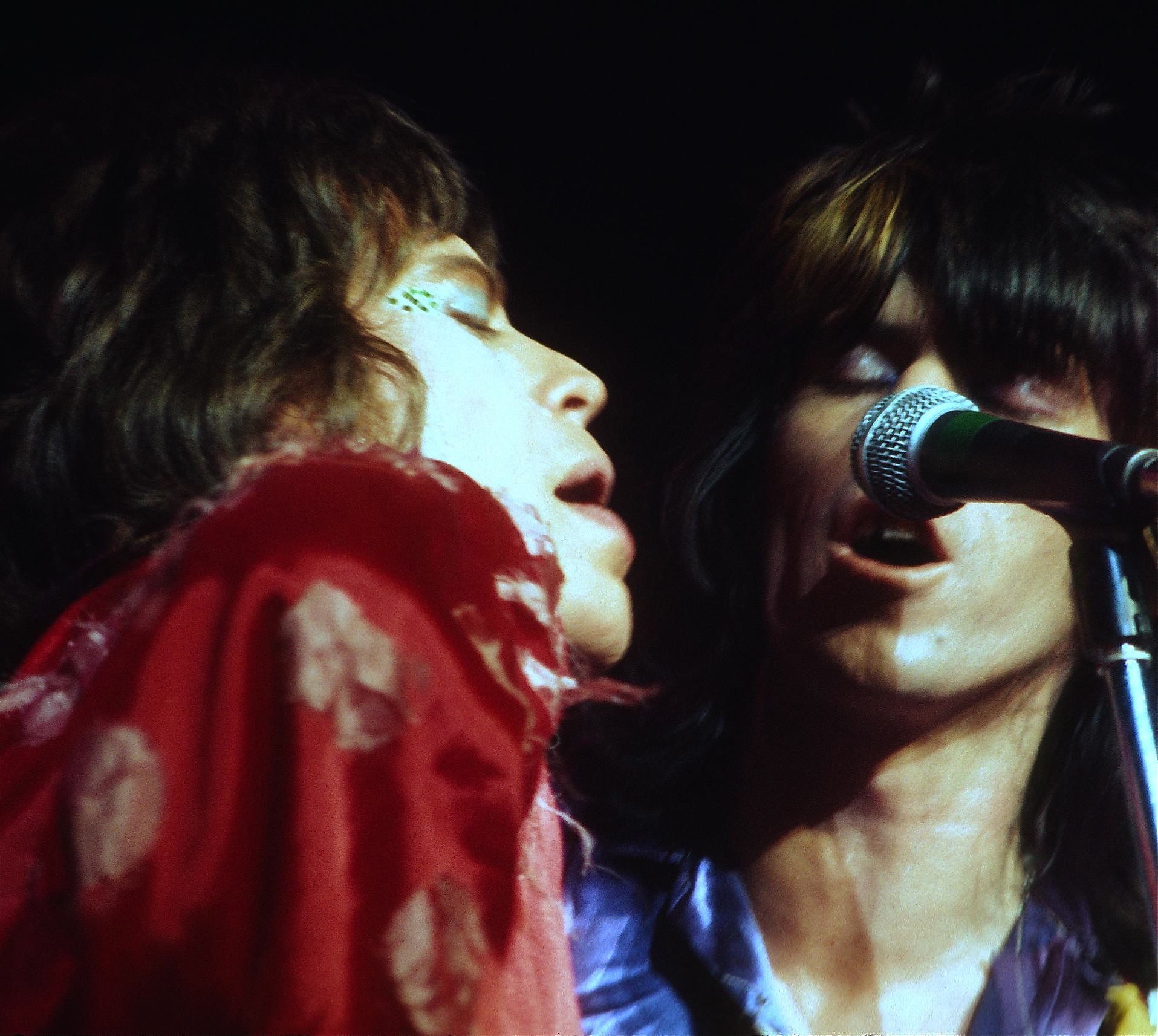
Mick Jagger & Keith Richards dividono il microfono durante gli show alla Winterland Arena nel giugno 1972

In parte, il tour fu organizzato in supporto all'album Exile on Main St., che era stato pubblicato poche settimane prima, il 12 maggio. Ma faceva anche parte del progetto della band di andare in tour in America ogni tre anni, decisione che il gruppo aveva preso nel 1969 e mantenne fino al 1981.
Nel primo concerto della tournée, il 3 giugno a Vancouver, Columbia britannica, 31 agenti di polizia dovettero essere ricoverati a causa di vari infortuni rimediati quando una folla di 2,000 fan cercò di sfondare i cancelli del Pacific Coliseum per entrare gratis al concerto.
Il 13 giugno a San Diego si verificarono 60 arresti e ci furono 15 feriti durante dei disordini. Il giorno dopo a Tucson in Arizona, il tentativo di 300 ragazzi di scavalcare i cancelli costrinse la polizia ad impiegare i gas lacrimogeni. Mentre si trovava a Chicago per i tre concerti del 19 e 20 giugno, la band fu ospite di Hugh Hefner nell'originale Playboy Mansion al 1340 North State Parkway. 81 persone furono arrestate nel corso dei due show del 25 giugno a Houston, principalmente per possesso di marijuana e altri reati minori connessi alle droghe. Il 4 luglio a Washington ci furono altri 61 arresti tra il pubblico del concerto all'RFK Stadium.
Il 13 luglio, la polizia dovette fermare 2,000 fan senza biglietto che volevano entrare gratis al concerto di Detroit. Il 17 luglio al Montreal Forum, un ordigno esplosivo rudimentale scoppiò nel furgone dell'attrezzatura degli Stones e si dovette far arrivare via aereo gli equipaggiamenti di ricambio; poi si scoprì che erano stati venduti 3,000 biglietti falsi e scoppiò una rivolta tra il pubblico poco prima dell'inizio del concerto. Il giorno successivo, 18 luglio, scoppiò una rissa tra l'entourage degli Stones e il fotografo Andy Dickerman a Rhode Island, e Jagger & Richards finirono in prigione, mettendo a rischio lo svolgimento dello show in programma quella sera al Boston Garden. Il sindaco di Boston Kevin White, temendo disordini se il concerto fosse stato cancellato, intervenne per farli scarcerare in tempo per lo spettacolo, che, anche se in ritardo, si svolse come da programma. In seguito, Dickerman avrebbe fatto causa alla band chiedendo £22,230 come risarcimento danni.
Il 16 giugno, dopo i concerti di Denver, in una suite di hotel, Stephen Stills e Keith Richards arrivarono a tirare fuori i coltelli durante una lite.
Il tour terminò con quattro spettacoli nel corso di tre serate consecutive al Madison Square Garden di New York City. La prima serata vide 10 arresti e due agenti feriti, e nell'ultima ci furono degli scontri tra folla e polizia all'esterno del Madison Square Garden. Il 26 luglio, compleanno di Mick Jagger, durante il concerto sul palco piovvero palloncini e confetti e Jagger soffiò le candeline di una torta enorme. Poi ci fu una battaglia a torte in faccia tra gli Stones e le prime file degli spettatori.
Dopo il concerto finale del tour, si tenne una festa di compleanno in onore di Jagger organizzata da Ahmet Ertegün al St. Regis New York. Tra i partecipanti ci furono Bob Dylan, Woody Allen, Andy Warhol, Truman Capote, e Zsa Zsa Gábor, mentre la Count Basie Orchestra fornì l'accompagnamento musicale.
Il critico musicale Robert Christgau riportò che l'atmosfera dei concerti era abbastanza amichevole, con Jagger "che sminuiva la sua fama demoniaca recitando la parte del clown, dell'idiota del villaggio, e della marionetta".
Gli incassi totali del tour ammontarono a 4 milioni di dollari (cifra record per i tempi).

## Nome ufficiale
La denominazione ufficiale del tour è "American Tour 1972". Tuttavia, presso gli appassionati e la stampa musicale, la tournée è maggiormente conosciuta con il nome "Stones Touring Party 1972", derivato dai pass distribuiti dalla direzione agli amici e familiari dei membri del gruppo, ai giornalisti, e ai critici musicali garantendo loro l'accesso al backstage dei vari concerti e negli hotel. "Stones Touring Party" fu quindi abbreviato in "STP", la sigla della sostanza stupefacente 2,5-dimetossi-4-metilamfetamina, dove STP sta per "Serenità, Tranquillità e Pace".

## Copertura mediatica
A vari scrittori fu commissionato di documentare lo svolgimento del tour. A Truman Capote fu richiesto di scrivere un articolo per la rivista Rolling Stone. Accompagnato da Lee Radziwill e Peter Beard, Capote non riuscì a familiarizzare con i Rolling Stones; lui e il suo entourage abbandonarono il tour a New Orleans prima di tornare solo in occasione dei concerti finali al Madison Square Garden. Avendo sofferto del "blocco dello scrittore" fin dalla pubblicazione del fortunato A sangue freddo nel 1966, Capote non riuscì a portare a termine l'articolo sugli Stones, provvisoriamente intitolato It Will Soon Be Here. Alla fine, nel 1973 Rolling Stone chiese ad Andy Warhol di intervistare Capote a proposito del tour. Nell'intervista, egli accusò il dottor Laurence Badgley (laureatosi nel 1968 alla Yale School of Medicine e in seguito chiamato dai Led Zeppelin che richiesero i suoi servigi in occasione del 
1977 North American tour) di essere una "sorta di pedofilo fissato con le ragazzine giovani" e di essere stato il promotore dello stupro di una studentessa del liceo sul jet personale della band durante un viaggio con destinazione Washington (parzialmente ripreso nel documentario Cocksucker Blues).
Terry Southern, amico di Keith Richards fin dagli anni sessanta, scrisse un articolo circa il tour per la rivista Saturday Review in quello che fu uno dei suoi ultimi lavori giornalistici.
Il libro S.T.P.: A Journey Through America With The Rolling Stones di Robert Greenfield (tratto dal suo reportage per Rolling Stone) venne pubblicato nel 1974. Greenfield aveva già documentato il 1971 British Tour della band per Rolling Stone e aveva avuto libero accesso nei backstage.
Dick Cavett condusse uno speciale televisivo di un'ora circa prima del concerto finale del tour a New York. Capote apparve al The Tonight Show Starring Johnny Carson e in molti altri talk show, parlando della sua esperienza di vita in tour con gli Stones.

## Riprese video
Nessun album dal vivo tratto dal tour fu pubblicato all'epoca, anche se esisteva il progetto di un album live che però fu cancellato a causa delle dispute contrattuali con l'ex manager Allen Klein.
Furono invece prodotti due film per documentare il tour. Il film-concerto Ladies and Gentlemen: The Rolling Stones! che ebbe una limitata distribuzione nelle sale cinematografiche nel 1974; e il famigerato Cocksucker Blues di Robert Frank, un documentario girato in stile cinéma vérité senza censure; svariate cineprese furono messe a disposizione dei membri dell'entourage degli Stones per filmare quello che volessero, feste sfrenate a base di sesso e droga incluse, accoppiamenti tra roadie e groupie, e una ragazza che si inietta in vena una dose di eroina in una stanza d'hotel. Come prevedibile, il film fu ritenuto troppo scandaloso e un tribunale ne impedì la distribuzione. Da allora Cocksucker Blues è circolato solo su copie VHS non ufficiali in versione bootleg e online in qualità video altalenante. Gli stessi Rolling Stones, che avevano commissionato la pellicola, decisero che il suo contenuto era inadeguato e che non dovesse essere mostrato, in opposizione all'opinione del regista.

## Formazione
The Rolling Stones
- Mick Jagger — voce solista, armonica
- Keith Richards — chitarra, voce
- Mick Taylor — chitarra
- Bill Wyman — basso
- Charlie Watts — batteria

Musicisti aggiuntivi
- Nicky Hopkins — pianoforte
- Bobby Keys — sassofono
- Jim Price — tromba, trombone
- Ian Stewart — piano in Bye Bye Johnny e Honky Tonk Women

## Scaletta
Stevie Wonder fu l'artista di supporto al tour che apriva i concerti. Avendo da poco pubblicato l'album di successo Music of My Mind nel marzo 1972, Wonder avrebbe fatto uscire un altro disco epocale (Talking Book) entro la fine dell'anno. Questo fatto, insieme al suo recente singolo di successo Superstition (pubblicato nell'ottobre 1972), fece molto per aumentare la visibilità di Wonder presso il pubblico rock. A volte anche lui e la sua band si univano agli Stones alla fine dell'esibizione del gruppo per un bis-medley costituito dal successo di Wonder del 1966 Uptight (Everything's Alright) e dall'immortale (I Can't Get No) Satisfaction dei Rolling Stones.

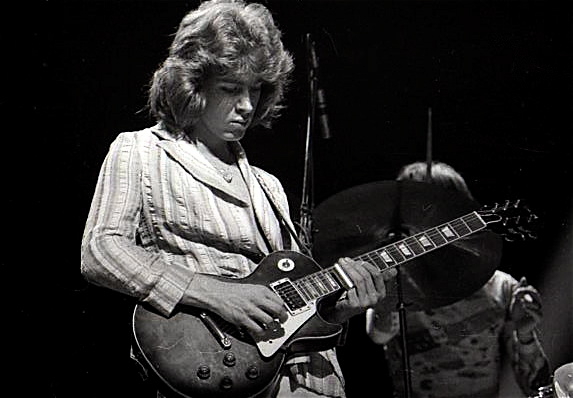
Mick Taylor suona la chitarra slide con i Rolling Stones al Madison Square Garden, 1972

La scaletta abituale dei brani eseguiti nel tour era la seguente:
1. Brown Sugar
2. Bitch
3. Rocks Off
4. Gimme Shelter
5. Happy
6. Tumbling Dice
7. Love in Vain
8. Sweet Virginia
9. You Can't Always Get What You Want
10. All Down the Line
11. Midnight Rambler
12. Bye Bye Johnny
13. Rip This Joint
14. Jumpin' Jack Flash
15. Street Fighting Man
16. Bis: spesso nessuno, talvolta Honky Tonk Women, raramente un medley costituito dai pezzi Uptight (Everything's Alright)/(I Can't Get No) Satisfaction

Altri brani eseguiti:
- Loving Cup (Vancouver, 3 giugno; entrambi gli show di Seattle, 4 giugno; Winterland di San Francisco, 8 giugno, secondo show)
- Ventilator Blues (solo serata d'apertura a Vancouver, 3 giugno)
- Torn and Frayed (solo serata d'apertura a Vancouver, 3 giugno)
- Dead Flowers (solo a Fort Worth, 24 giugno, primo show)
- Sweet Black Angel (solo a Fort Worth, 24 giugno, primo show)
- Don't You Lie to Me (cover dei Tampa Red) (solo a Fort Worth, 24 giugno, secondo show)

Notevole l'assenza di tutto il catalogo degli Stones pre-1968, fatta eccezione per l'occasionale presenza di (I Can't Get No) Satisfaction. Inoltre, questo tour segnò la messa al bando della canzone Sympathy for the Devil, che era stata erroneamente associata alla morte di Meredith Hunter al concerto di Altamont, dai concerti statunitensi della band per gran parte degli anni settanta.

## Date
| Data                  | Città         | Nazione     | Luogo                                | Artisti di supporto |
| --------------------- | ------------- | ----------- | ------------------------------------ | ------------------- |
| 3 giugno 1972         | Vancouver     | Canada      | Pacific Coliseum                     | Stevie Wonder       |
| 4 giugno 1972 2 show  | Seattle       | Stati Uniti | Seattle Center Coliseum              | Stevie Wonder       |
| 6 giugno 1972 2 show  | San Francisco | Stati Uniti | Winterland Ballroom                  | Stevie Wonder       |
| 8 giugno 1972 2 show  | San Francisco | Stati Uniti | Winterland Ballroom                  | Stevie Wonder       |
| 9 giugno 1972         | Los Angeles   | Stati Uniti | Hollywood Palladium                  | Stevie Wonder       |
| 10 giugno 1972        | Long Beach    | Stati Uniti | Long Beach Arena                     | Stevie Wonder       |
| 11 giugno 1972 2 show | Inglewood     | Stati Uniti | The Forum                            | Stevie Wonder       |
| 13 giugno 1972        | San Diego     | Stati Uniti | International Sports Arena           | Stevie Wonder       |
| 14 giugno 1972        | Tucson        | Stati Uniti | Tucson Convention Center             | Stevie Wonder       |
| 15 giugno 1972        | Albuquerque   | Stati Uniti | University Arena                     | Stevie Wonder       |
| 16 giugno 1972 2 show | Denver        | Stati Uniti | Denver Coliseum                      | Stevie Wonder       |
| 18 giugno 1972        | Bloomington   | Stati Uniti | Metropolitan Sports Center           | Stevie Wonder       |
| 19 giugno 1972        | Chicago       | Stati Uniti | International Amphitheatre           | Stevie Wonder       |
| 20 giugno 1972 2 show | Chicago       | Stati Uniti | International Amphitheatre           | Stevie Wonder       |
| 22 giugno 1972        | Kansas City   | Stati Uniti | Municipal Auditorium                 | Stevie Wonder       |
| 24 giugno 1972 2 show | Fort Worth    | Stati Uniti | Tarrant County Convention Center     | Stevie Wonder       |
| 25 giugno 1972 2 show | Houston       | Stati Uniti | Hofheinz Pavilion                    | Stevie Wonder       |
| 27 giugno 1972        | Mobile        | Stati Uniti | Mobile Civic Center                  | Stevie Wonder       |
| 28 giugno 1972        | Tuscaloosa    | Stati Uniti | Memorial Coliseum                    | Stevie Wonder       |
| 29 giugno 1972        | Nashville     | Stati Uniti | Municipal Auditorium                 | Stevie Wonder       |
| 4 luglio 1972         | Washington    | Stati Uniti | Robert F. Kennedy Memorial Stadium   | Stevie Wonder       |
| 5 luglio 1972         | Norfolk       | Stati Uniti | Norfolk Scope                        | Stevie Wonder       |
| 6 luglio 1972         | Charlotte     | Stati Uniti | Charlotte Coliseum                   | Stevie Wonder       |
| 7 luglio 1972         | Knoxville     | Stati Uniti | Civic Arena                          | Stevie Wonder       |
| 9 luglio 1972 2 show  | St. Louis     | Stati Uniti | Kiel Convention Hall                 | Stevie Wonder       |
| 11 luglio 1972        | Akron         | Stati Uniti | Rubber Bowl                          | Stevie Wonder       |
| 12 luglio 1972        | Indianapolis  | Stati Uniti | Indiana Convention-Exposition Center | Stevie Wonder       |
| 13 luglio 1972        | Detroit       | Stati Uniti | Cobo Hall                            | Stevie Wonder       |
| 14 luglio 1972        | Detroit       | Stati Uniti | Cobo Hall                            | Stevie Wonder       |
| 15 luglio 1972 2 show | Toronto       | Canada      | Maple Leaf Gardens                   | Stevie Wonder       |
| 17 luglio 1972        | Montreal      | Canada      | Montreal Forum                       | Stevie Wonder       |
| 18 luglio 1972        | Boston        | Stati Uniti | Boston Garden                        | Stevie Wonder       |
| 19 luglio 1972        | Boston        | Stati Uniti | Boston Garden                        | Stevie Wonder       |
| 20 luglio 1972        | Filadelfia    | Stati Uniti | The Spectrum                         | Stevie Wonder       |
| 21 luglio 1972 2 show | Filadelfia    | Stati Uniti | The Spectrum                         | Stevie Wonder       |
| 22 luglio 1972        | Pittsburgh    | Stati Uniti | Civic Arena                          | Stevie Wonder       |
| 24 luglio 1972        | New York      | Stati Uniti | Madison Square Garden                | Stevie Wonder       |
| 25 luglio 1972 2 show | New York      | Stati Uniti | Madison Square Garden                | Stevie Wonder       |
| 26 luglio 1972        | New York      | Stati Uniti | Madison Square Garden                | Stevie Wonder       |